# Gal Mekel
Gal Mekel (in ebraico גל מקל‎?; Petah Tiqwa, 4 marzo 1988) è un ex cestista israeliano con cittadinanza polacca.

## Carriera
Nell'estate del 2011 firma un contratto con la Benetton Treviso.
Nell'estate 2019 firma con la Pallacanestro Reggiana
Con Israele ha disputato cinque edizioni dei Campionati europei (2009, 2011, 2015, 2017, 2022).

## Palmarès

### Squadra
- Campionato israeliano: 2

Hapoel Gilboa Galil Elyon: 2009-10
Maccabi Haifa: 2012-13
- Coppa di Israele: 2

Maccabi Tel Aviv: 2015-16, 2016-17

### Individuale
- Ligat ha'Al MVP: 2

Hapoel Gilboa Galil Elyon: 2010-11
Maccabi Haifa: 2012-13
- MVP Coppa di Israele: 2

Maccabi Tel Aviv: 2015-16, 2016-17